# Cela aussi passera

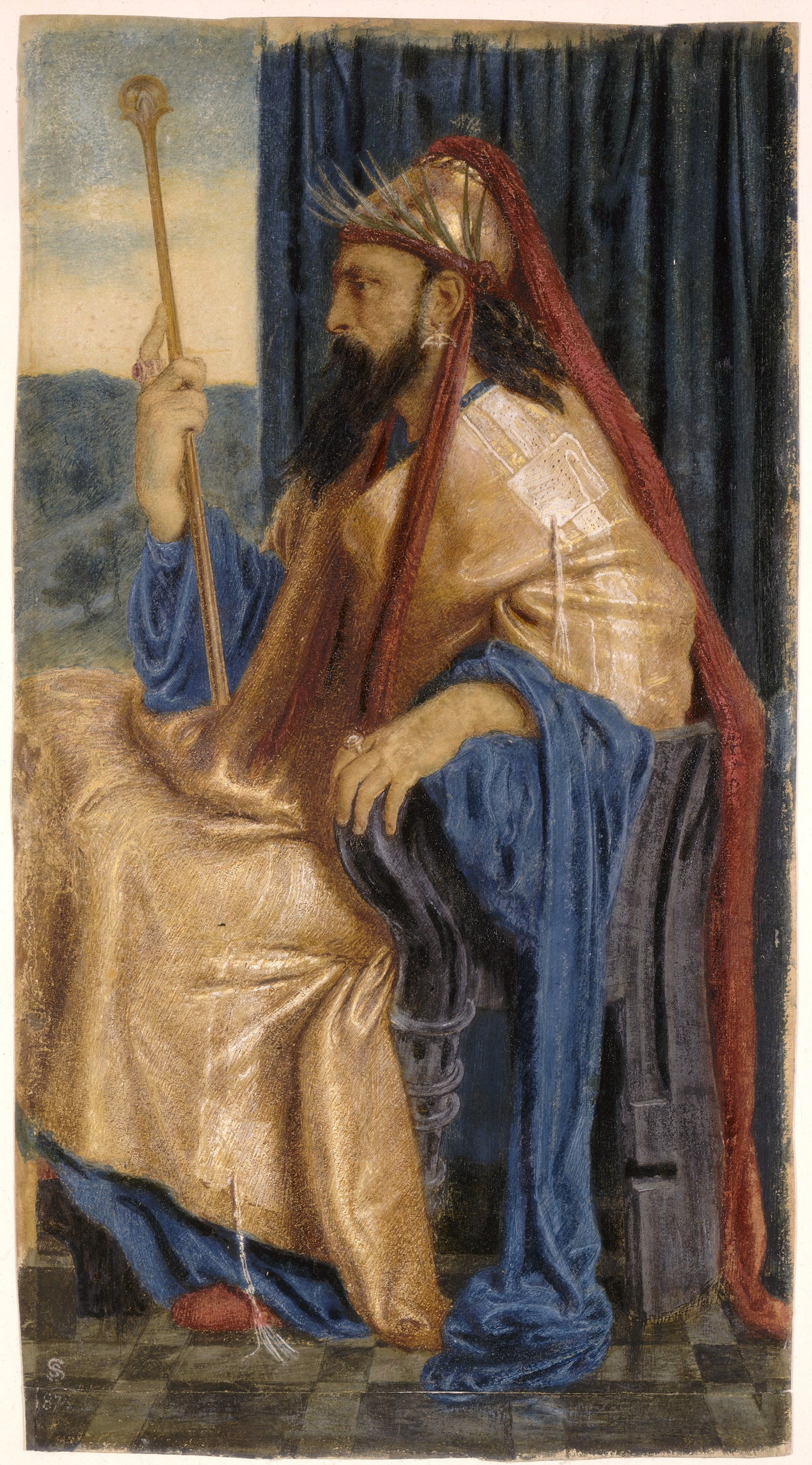
L'origine de cet adage est attribué dans la tradition juive au roi Salomon

« Cela aussi passera » (en persan : این نیز بگذرد (īn nīz bogzarad)) est un adage persan utilisé dans plusieurs langues. Il parle de la nature éphémère de la condition humaine : les bonnes périodes comme les mauvaises ne durent pas indéfiniment, et ce à l'échelle de l'être humain ou à une échelle plus élevée (comme une civilisation). L'adage sous sa forme actuelle semble provenir des écrits des poètes soufis persans, durant le Moyen Âge.

## Histoire

### Légende perse
La légende veut que cette citation trouve racines dans la cour d'un puissant roi perse qui convia ses sages, y compris les poètes soufis Farid al-Din Attar, Djalâl ad-Dîn Rûmî et Sanaï. Il leur demanda de trouver une citation qui serait exacte à tout moment et dans toutes les situations. Les sages, après s'être consultés, créèrent la phrase "cela aussi passera", une phrase qu'ils jugeaient vraie en tous temps et toutes situations. Le roi, impressionné par la citation, l'aurait alors faite inscrire sur un anneau.

### Légende juive
Cette histoire apparaît également dans la tradition hébraïque. De nombreuses versions de l'histoire ont été enregistrées par les archives folkloriques d'Israël de l'Université de Haïfa. Le roi perse y est remplacé par un souverain d'Israël, souvent Salomon. La phrase est alors "Gam zeh ya'avor" (hébreu : גַּם זֶה יַעֲבֹר, translittération: gam zeh ya'avor).
Dans la tradition juive, cet adage est parfois simplifié, apparaissant comme un acronyme avec seulement les lettres hébraïques gimel, zayin et yodh.

### En Occident
L'adage a été apporté en Occident principalement par un récit du XIXe siècle du poète anglais Edward FitzGerald. Il a également été employé dans un discours d'Abraham Lincoln avant qu'il ne devienne le seizième président des États-Unis, le 30 septembre 1859: « Il est dit qu'un souverain oriental a autrefois chargé ses sages d'inventer une phrase valide et appropriée en tous temps et situations. Ils lui présentèrent ces mots, "cela aussi passera". Comme cela exprime tant ! Quelle leçon d'humilité dans nos heures de gloires ! Comme cela est consolant dans les moments de peines ! »,
L'histoire du roi Perse est également racontée dans la série The Big Bang Theory par le personnage de Sheldon Cooper mais de façon erronée. En effet il explique que le roi demande à ses sages d'inventer une phrase pour le consoler, en omettant de préciser que la phrase doit fonctionner en toutes situations, y compris les moments joyeux.